# Sante Mattson
Sante Emil Mattson, född 6 juli 1886 i Grevie församling, Kristianstads län, död 29 maj 1980 i Båstads församling, Kristianstads län, var en svensk markvetare och kemist. 
Han var professor i marklära vid Lantbrukshögskolan (numera Sveriges lantbruksuniversitet) 1935–51. 
Sante Mattsons forskarkarriär ägde till stora delar rum i Nordamerika, vid till exempel Rutgers University. Han kom till Sverige i början av 1930-talet för att bygga upp forskningsverksamheten vid Lantbrukshögskolan, tillsammans med bl.a. Sven Odén.
Mattsons forskning handlade om grundläggande kemiska processer i marken, om jordens minsta beståndsdelar och hur dessa påverkar mark- och grundvattnets kemiska sammansättning. Till exempel observerade han och hans medarbetare att jordens partiklar har en pH-beroende laddning på sina ytor. Han förutsade existensen av en isoelektrisk punkt där antalet positiva laddningar hos jordens partikelytor är lika stor som antalet negativa laddningar. Vid pH-värden under den isoelektriska punkten har partikelytorna övervägande positiv laddning, och vid högre pH-värden dominerar de negativa laddningarna. Mattson påvisade även att bl.a. fosfat adsorberades starkt till järnoxider i marken, något som har stor praktisk betydelse i samband med gödsling av jordbruksmark, och han utformade teorier om sambanden mellan joners adsorption och partikelytornas laddning.
Flera av Sante Mattsons upptäckter glömdes bort för att sedan återupptäckas och verifieras med moderna metoder på 1970- och 1980-talen. Idag räknas Sante Mattson som en av de verkligt banbrytande forskarna inom markvetenskapen.